# Пруды (Первомайский район)
Пруды — посёлок в Первомайском районе Оренбургской области. Входит в состав Фурмановского сельсовета.

## География
Расположен на левом берегу реки Быковская Башкирка в 7 км к северо-западу от посёлка Фурманов, в 23 км к северо-северо-западу от Первомайского, в 250 км к западу от Оренбурга. На реке у посёлка имеются пруды. Имеется подъездная дорога (через Назаровку) от автодороги Соболево (Р246) — Тюльпан.

## История
В 1966 г. Указом Президиума ВС РСФСР поселок отделения № 3 совхоза «Мансуровский» переименован в Пруды.

## Население
| 2010 |
| ---- |
| 72   |